# Nymphon molum
Nymphon molum is een zeespin uit de familie Nymphonidae. De soort behoort tot het geslacht Nymphon. Nymphon molum werd in 1942 voor het eerst wetenschappelijk beschreven door Hilton. 